# Mesopithecus pentelici
Mesopithecus pentelici — вимерлий вид приматів з підродини колобусових мавп у складі родини мартишкових.

## Місця і вік знахідок
Жив у верхньому міоцені або нижньому пліоцені. Уперше знайдений у Греції (Пікермі). Інші знахідки зроблено в Чехословаччині та Ірані. На території України — річка Кучурган, Гросулово, Гребеніки.

## Будовачерепа
Довжина черепа 8,9-10,6 см. Нижня щелепа відносно масивна. Зубний ряд суцільний, без діастем.